# 26 luglio
Il 26 luglio è il 207º giorno del calendario gregoriano (il 208º negli anni bisestili). Mancano 158 giorni alla fine dell'anno.

## Eventi
- 811 – L'Impero bizantino viene duramente sconfitto dai bulgari nella battaglia di Pliska
- 1429 – Abdicazione dell'antipapa Clemente VIII
- 1469 – Battaglia di Edgecote Moor
- 1755 – Papa Benedetto XIV promulga l'enciclica Allatae Sunt sul rispetto dei riti orientali
- 1788 – Lo Stato di New York ratifica la Costituzione degli Stati Uniti d'America e viene ammesso come undicesimo Stato
- 1803 – La Surrey Iron Railway, probabilmente la prima ferrovia pubblica del mondo, apre a sud di Londra
- 1805 – Un fortissimo terremoto colpisce l'Appennino molisano, in particolare il Matese
- 1822 – Simón Bolívar e José de San Martín si incontrano a Guayaquil, Ecuador
- 1847 – La Liberia ottiene l'indipendenza
- 1861 – Guerra di secessione americana: George McClellan assume il comando dell'Armata del Potomac dopo la disastrosa sconfitta unionista nella prima battaglia di Bull Run
- 1863 – Guerra di secessione americana: a Salineville (Ohio), il comandante di cavalleria John Hunt Morgan e 360 dei suoi volontari vengono catturati dalle forze dell'Unione
- 1866 – Terza guerra d'indipendenza italiana: gli italiani sconfiggono gli austriaci nella battaglia di Versa, ma la città rimarrà in mano italiana solo per pochi giorni, tornando poi alle forze austriache dopo l'Armistizio di Cormons
- 1878 – In California, il poeta e fuorilegge Charles Bowles, più noto col nome di Black Bart, compie il suo ultimo crimine rubando in corsa una cassetta di sicurezza da una diligenza della Wells Fargo: la cassetta verrà in seguito ritrovata svuotata dei suoi tesori e contenente un poema beffardo
- 1882 – A Bayreuth si svolge la prima esecuzione dell'opera Parsifal di Richard Wagner
- 1887 – L. L. Zamenhof pubblica lo Unua libro firmandolo "Dott. Esperanto": è il primo testo in "lingua internazionale", poi ribattezzata lingua esperanto
- 1908 – Il procuratore generale degli Stati Uniti d'America Charles Joseph Bonaparte emana un ordine per l'immediata costituzione dell'Ufficio dell'esaminatore capo, in seguito rinominato Federal Bureau of Investigation
- 1934 – A Vienna cospiratori austriaci si impadroniscono della cancelleria con l'inganno e assassinano il cancelliere Engelbert Dollfuss; il sanguinoso golpe fallisce quando l'Italia invia quattro divisioni al Brennero, onde Adolf Hitler sconfessa i congiurati e addirittura impedisce loro di rientrare in Germania
- 1936 – Le Potenze dell'Asse decidono di intervenire nella guerra civile spagnola a fianco della Falange Spagnola
- 1941 – Seconda guerra mondiale: in risposta all'occupazione giapponese dell'Indocina francese, il presidente statunitense Franklin D. Roosevelt ordina il sequestro di tutti i beni giapponesi negli USA
- 1943 – Le forze tedesche iniziano ad affluire in Italia tramite il Passo del Brennero come contromisura in seguito della sfiducia a Benito Mussolini da parte del Gran consiglio del fascismo e alla sua destituzione da parte del re Vittorio Emanuele III
- 1945
  - Vengono annunciati dei risultati delle elezioni generali nel Regno Unito: il Partito Laburista ottiene il 48% dei voti e una maggioranza parlamentare di 146 seggi (la più ampia nella storia britannica dal secondo dopoguerra) nonostante la popolarità del leader conservatore Winston Churchill
  - La Dichiarazione di Potsdam viene firmata a Potsdam (Germania)
- 1947 – Guerra fredda: il presidente statunitense Harry S. Truman tramuta in legge l'Atto di Sicurezza Nazionale fondando, tra gli altri, la Central Intelligence Agency e il Dipartimento della Difesa
- 1948 – André Marie diventa primo ministro della Francia
- 1953 – Fidel Castro guida un attacco infruttuoso alla caserma della Moncada, dando il via alla Rivoluzione cubana
- 1956
  - Naufragio dell'Andrea Doria
  - Il leader egiziano Gamal Abd el-Nasser nazionalizza il Canale di Suez, attirandosi il biasimo internazionale
- 1958 – Programma Explorer: viene lanciato l'Explorer 4
- 1963 – Syncom 2, il primo satellite geosincrono del mondo, viene lanciato da Cape Canaveral su un vettore Delta B
- 1965 – Le Maldive ottengono l'indipendenza dal Regno Unito
- 1968 – Guerra del Vietnam: il leader dell'opposizione sudvietnamita, Truong Dinh Dzu, viene condannato a cinque anni di lavori forzati per aver proposto la formazione di un governo di coalizione come metodo per muoversi verso la fine della guerra
- 1971 – Programma Apollo: lancio dell'Apollo 15
- 1983 – L'intensa ondata di calore che interessa gran parte dell'Europa fa registrare in molte città italiane le temperature più elevate della storia; a Firenze la massima raggiunge +42,6 °C
- 2000 – Un giudice federale statunitense ordina al servizio Napster di cessare la condivisione di file protetti da diritto d'autore entro 48 ore
- 2005 – A Mumbai cadono in 24 ore 99,5 centimetri di pioggia provocando allagamenti che uccideranno 1094 persone
- 2016 – Hillary Clinton diventa la prima donna di uno dei due maggiori partiti politici statunitensi a poter correre per la presidenza degli Stati Uniti
- 2023 - Niger: il golpe militare depone il presidente democraticamente eletto Mohamed Bazoum
- 2024 - A Parigi si tiene la cerimonia di apertura della XXXIII Olimpiade

## Nati
Ci sono circa 1 100 voci su persone nate il 26 luglio; vedi la pagina Nati il 26 luglio per un elenco descrittivo o la categoria Nati il 26 luglio per un indice alfabetico.

## Morti
Ci sono circa 500 voci su persone morte il 26 luglio; vedi la pagina Morti il 26 luglio per un elenco descrittivo o la categoria Morti il 26 luglio per un indice alfabetico.

## Feste e ricorrenze
- Festa nazionale degli zii

### Civili
Nazionali:
- Cuba – Giorno della rivoluzione (Anniversario dell'attacco alla caserma della Moncada, 1953)
- India – Vijay Divas (fine della guerra del Kargil)
- Liberia – Giorno dell'indipendenza
- Maldive – Giorno dell'indipendenza

### Religiose
Cristianesimo:
- Sant'Anna, madre della Beata Vergine Maria
- San Gioacchino, padre della Beata Vergine Maria
- Sant'Austindo, vescovo
- Santa Bartolomea Capitanio, vergine, cofondatrice delle Suore di Maria Bambina
- Santi Benigno e Caro, eremiti presso Malcesine
- Sant'Erasto
- San Giorgio Preca, sacerdote
- San Simeone di Polirone, eremita
- SanTito Brandsma, martire
- Beato Andrea di Phu Yen, protomartire del Vietnam
- Beata Camilla Gentili di Rovellone
- Beato Edoardo Twing, martire
- Beati Evangelista e Pellegrino
- Beato Giorgio Swallowell, martire
- Beato Giovanni Ingram, martire
- Beato Giovanni Iraizos, mercedario
- Beato Guglielmo Webster, martire
- Beato Jorioo Joris
- Beati Marcello Gaucherio Labigne de Reignefort e Pietro Giuseppe Le Groing de La Romagère, martiri
- Beate Maria Margherita di Sant'Agostino Bonnet e 4 compagne, martiri
- Beata Maria Pierina De Micheli (Giuseppa Maria), vergine
- Beato Mariano di San Giuseppe (Santiago Altolaguirre Altolaguirre), sacerdote trinitario, martire
- Beato Roberto Nutter, sacerdote domenicano, martire
- Beata Sancia di Leon, sposa, religiosa
- Beato Ugo de Actis, monaco silvestrino
- Beati Vincenzo Pinilla ed Emanuele Martin Sierra, sacerdoti e martiri